# Al Ruscio
Al Ruscio (ur. 2 czerwca 1924 w Salem, zm. 12 listopada 2013 w Los Angeles) – amerykański aktor filmowy i telewizyjny.

## Filmografia
seriale
- 1955: Gunsmoke jako Haley
- 1959: Bonanza jako Vaca
- 1984: Napisała: Morderstwo jako Santo Angelini
- 1992: Szaleję za tobą jako Wuj Jules
- 2006: Dopóki śmierć nas nie rozłączy jako Len

film
- 1959: Al Capone jako Tony Genaro
- 1980: Pogłoska o wojnie jako Wujek Al
- 1992: Nigdy więcej czekoladek jako Wujek Dominic
- 2008: Goy jako Donald Ritter